# NPO Wetenschap

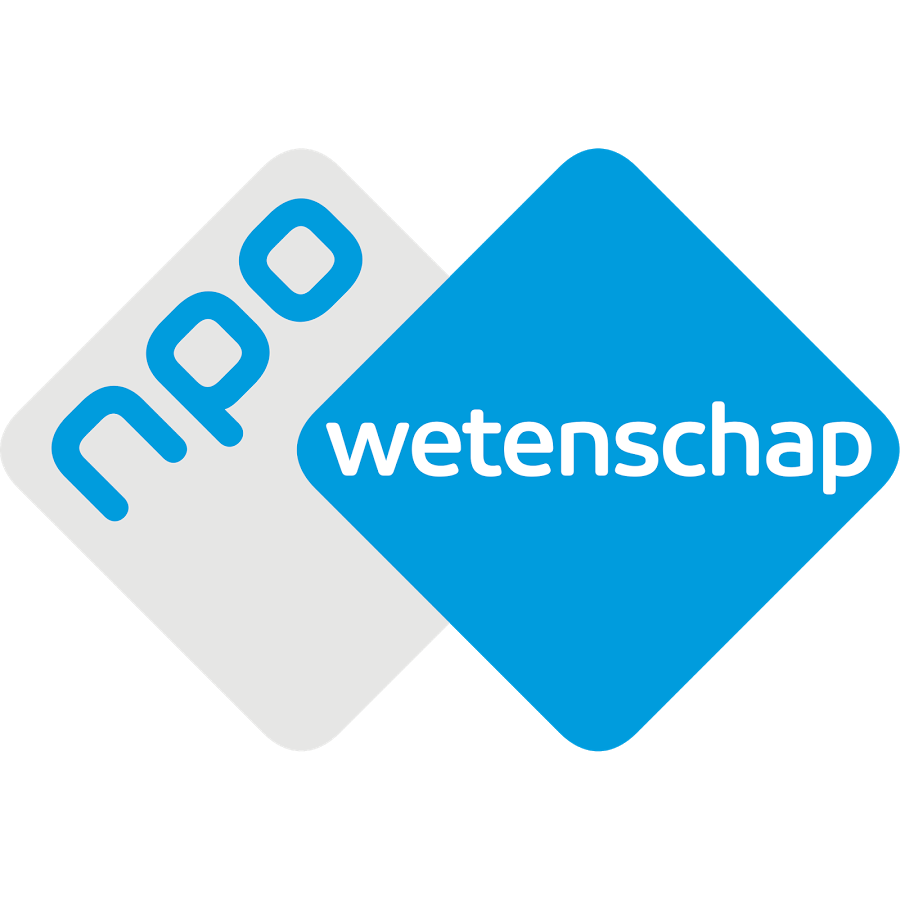
Logo NPO Wetenschap.

NPO Wetenschap (voorheen Wetenschap24) was een Nederlands wetenschappelijk multimediaal initiatief van science center NEMO, Kennislink, NPO, Teleac en VPRO. Het platform omvatte verschillende radio- en televisieprogramma's die via de website npowetenschap.nl werden gepresenteerd. NPO Wetenschap werd uiteindelijk opgeheven en ging De Kennis van Nu tot en met 2020 alleen verder, daarna kwam opvolger Atlas.
- De Kennis van Nu (DKVN) was een actueel wetenschapsprogramma op NPO 2, NPO Radio 1 NPO 1 en NPO Radio 5. Het bestond in verschillende vormen:
  - De Kennis van Nu Nieuws (tot en met 2013 ScienceFlash) – een televisiejournaal van ca. 10 minuten.
  - De Kennis van Nu Radio – een 60 minuten durend radioprogramma en podcast waarin Coen Verbraak één wetenschapper interviewde. In 2014 en 2015 was het ook een programma waarin in één uitzending meerdere onderwerpen werden behandeld.
  - De Kennis van Nu TV – een oorspronkelijk wekelijks wetenschappelijk televisieprogramma van ca. 30 minuten.
  - De Kennis van Nu: In de klas.
- Labyrint – wetenschappelijk radio- en televisieprogramma.
- NTR Academie.
- Over de kop.